# Liste von Persönlichkeiten der Stadt Stollberg/Erzgeb.
Die Liste der Persönlichkeiten der Stadt Stollberg/Erzgeb. enthält Personen, die in der Geschichte der Stadt Stollberg/Erzgeb. eine bedeutende Rolle gespielt haben. Es handelt sich dabei um Persönlichkeiten, die hier geboren sind, hier gewirkt haben oder denen die Ehrenbürgerschaft verliehen wurde. 

## Ehrenbürger
- Karl Gustav Zumpe (1819–1900), Jurist und Politiker, MdL
- Otto von Bismarck (1815–1898), Staatsgründer und Politiker, seit 1. April 1895
- Carl von Bach (1847–1931), Techniker und Wissenschaftler, seit 1913

## Söhne und Töchter der Stadt
- Hans Irmisch (1526–1597), Baumeister
- Friedrich Ernst Kettner (1671–1722), evangelischer Theologe
- Friedrich Gottlieb Kettner (1672–1739), lutherischer Theologe und Kirchenhistoriker
- Polycarp Müller (1684–1747), evangelischer Bischof, Rhetoriker und Philosoph
- Wilhelm Ackermann (1758–1825), Oberpfarrer und Schulinspektor
- Rudolph Ackermann (1764–1834), deutsch-britischer Buchhändler, Lithograph und Verleger
- Reinhold Klotz (1807–1870), Philologe
- Friedrich Eduard Eule (1831–1910), Jurist und Politiker, MdL (Königreich Sachsen)
- Ernst Fleischer (1851 – um 1905), Architekt
- Bruno Kircheisen (1852–1921), Orgelbauer
- Carl von Bach (1847–1931), Maschineningenieur
- Ernst Hempel (1856–1913), Mundartdichter
- Carl Küchler (1869–1945), Reiseschriftsteller, Nordistikforscher
- Albert Paulig (1873–1933), Stummfilmschauspieler
- Paul Schwarz (1877–1951), Ingenieur und Bürgermeister des Berliner Bezirks Steglitz
- Kurt Berkner (1907–1938), Mitglied der Merksteiner Gruppe
- Fritz Herbert Bross (1910–1976), Puppenbauer und Puppenspieler
- Karl Schulze (1910–1983), Jurist und Übersetzer
- Gottfried Gruner (1923–2011), Bildhauer
- Traute Gruner (1924–2025), Künstlerin
- Klaus Wolf (* 1924), Politiker (DBD)
- Susanne Häber (1927–2015), Politikerin (DBD)
- Frank Hirsch (1939–2006), Dirigent und Musikpädagoge, Präsident des Chorverbandes Sachsen
- Klaus Hähnel (* 1941), Musikpädagoge und Gründer des Gothaer Kinderchores
- Klaus Hirsch (1941–2018), Maler, Grafiker und Designer
- Martin Morgner (* 1948), Lyriker, Dramaturg und Historiker
- Stephan Reber (* 1949), Wirtschaftsingenieur und Politiker, Mitglied des Sächsischen Landtags
- Ulrich Schacht (1951–2018), Schriftsteller
- Karl-Friedrich Zais (* 1951), Politiker (Die Linke)
- Jörg Weißflog (* 1956), Fußballspieler, DDR-Nationaltorhüter
- Steffi Scherzer (* 1957), Balletttänzerin (Primaballerina) und Dozentin an der Tanz-Akademie Zürich
- Joachim Kunz (* 1959), Olympiasieger im Gewichtheben
- Uwe Böhme (* 1962), Chemiker, Hochschullehrer und Sachbuchautor
- Jens Hahn (* 1962), Heimat- und Bergbauforscher
- Mario Löffler (* 1963), Politiker (NPD)
- Mario Neuhäuser (* 1963), Fußballspieler
- Steffen Teichert (* 1964), Physiker, Wissenschaftsmanager und politischer Beamter
- Mario Neumann (* 1966), Fußballspieler und -trainer
- Ulf Mehlhorn (* 1968), Fußballspieler
- Ronny Krappmann (* 1969), Schlagersänger
- Heiko Gumprecht (* 1970), Politiker (AfD)
- Mirko Reichel (* 1970), Fußballspieler und -trainer
- Jan Schmidt (* 1971), Fußballspieler
- Heiko Gerber (* 1972), Fußballspieler
- Sven Beuckert (* 1973), Fußballspieler
- Alexander Badrow (* 1973), Politiker (CDU) und Oberbürgermeister der Hansestadt Stralsund
- Ivonne Schönherr (* 1981), Schauspielerin
- Max Neukirchner (* 1983), Motorradrennfahrer
- Daniel Rupf (* 1986), Fußballspieler
- Florian Bodenschatz (* 1989), Radrennfahrer
- Patrick Sonntag (* 1989), Fußballspieler
- Nicole Wötzel (* 1989), Biathletin
- Georg Escher (* 1994), Volleyballspieler
- Immanuel Stark (* 1994), Radrennfahrer
- Niklas Jeck (* 2001), Fußballspieler
- Sophie Weidauer (* 2002), Fußballspielerin

## Persönlichkeiten, die in der Stadt gewirkt haben
- Karl IV. (1316–1378), römisch-deutscher Kaiser, hielt sich 1365 zur Jagd in Burg Hoheneck auf, 1366 zum Verkauf nochmals
- Wolfgang Uhle (1512–1594), Pfarrer („Pestpfarrer von Annaberg“)
- Nikol List (1654–1699), Räuber, wohnte zeitweise in Beutha und betrieb zur Tarnung als Pächter den Gasthof „Grüne Tanne“ im Nachbarort Raum, im Eingangsbereich des Gasthofes findet man heute noch eine Hinweistafel
- Karl Gustav Zumpe (1819–1900), Jurist und Politiker, MdL
- Karl Uhlmann (1833–1902), Baumeister und Politiker (DFP), MdL
- Friedrich Straumer (1840–1900), Pädagoge, Heimatschriftsteller und konservativer Politiker, MdL
- Karl May (1842–1912), Schriftsteller, wurde in Stollberg wegen „unbefugter Ausübung eines Amtes“ zu drei Wochen Gefängnis verurteilt
- Georg Schmidt (1877–1941), Politiker, sächsischer Wirtschaftsminister in der Zeit des Nationalsozialismus
- Ernst Venus (1880–1971), Jurist, zeitweise Amtshauptmann und Landrat von Stollberg (1919–1926)
- Hans Löscher (eigentlich Dr. phil. Gustav Robert Löscher, 1881–1946), Schriftsteller und Pädagoge, zeitweise Direktor an der Bürger- und Fortbildungsschule in Stollberg
- Alfred Hofmann-Stollberg (1882–1962), Maler und Grafiker, "Erzgebirgs- und Weihnachtsmaler", von 1910 bis 1929 Lehrer am Lehrerseminar in Stollberg
- Hans Jüchser (1894–1977), Maler und Grafiker, besuchte von 1910 bis 1915 das Lehrerseminar (heute Gymnasium) in Stollberg
- Paul Konitzer (1894–1947), Hygieniker, Sozialmediziner und Gesundheitspolitiker
- Walter Schurig (1897–1973), Kunstpädagoge, Maler und Grafiker, Heimat- und Denkmalpfleger
- Horst Rößler (1925–2012), Pädagoge, Kulturpolitiker und Heimatforscher
- Gerhard Zippel (1925–2007), 1. Sekretär der SED-Kreisleitung Stollberg von 1960 bis 1981
- Werner Bahner (1927–2019), Romanist und Philologe
- Elsbeth Lange (1928–2009), Palynologin
- Peter Mauersberger (1928–2007), Geophysiker und Hydroökologe
- Karsten Rotte (1929–1997), Gynäkologe, Radioonkologe und Hochschullehrer in Würzburg
- Edeltraud Eckert (1930–1955), Schriftstellerin, war in Hoheneck inhaftiert
- Reiner Kunze (* 1933), Schriftsteller und DDR-Dissident, legte 1951 sein Abitur in Stollberg ab
- Volkmar Hellfritzsch (1935–2022), Onomastiker und Pädagoge
- Volker Kreß (* 1939), lutherischer Theologe, von 1994 bis 2004 Landesbischof der Evangelisch-Lutherischen Landeskirche Sachsens, war zeitweise Pfarrer in Stollberg
- Teresa Weißbach (* 1981), Schauspielerin, wuchs in Stollberg auf